# Estudi op. 25, núm. 12 (Chopin)

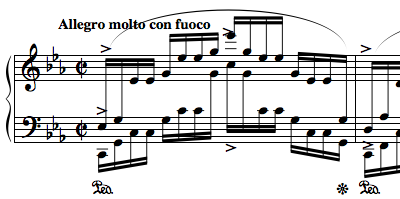
Inici de l'"Estudi op. 25 núm. 12"

L'"Estudi op. 25 núm. 12", en do menor, és un dels dotze Estudis op. 25 per a piano compostos per Frédéric Chopin; està dedicat a la Comtessa d'Agoult. És conegut també amb el sobrenom de "L'oceà".
Els estudis de l'Opus 25 foren compostos entre 1835 i 1837 i va sortir publicats per primera vegada el 1837, a França, Anglaterra i Alemanya. En la primera edició francesa estava en compàs de 4/4, encara que la majoria d'edicions modernes segueixen les publicacions anglesa i alemanya, amb un temps 2/2, com s'observa a la imatge.

## Estructura
| Estudi op. 25 núm. 12                                   |
|                                                         |
| Interpretació de Donald Betts (per cortesia de Musopen) |
|                                                         |

Aquest estudi consta d'una sèrie d'arpegis ascendents i descendents en diverses progressions d'acords en do menor. A més, els compassos inicials recorden als acords del principi del preludi num. 2 del primer llibre del Clavecí ben temperat de J. S. Bach.
Tota l'obra, excepte el final, consisteix en arpegis de semicorxeres que s'estenen per una gran part del teclat, fins i tot dins d'un sol compàs. El tema inicial apareix contínuament i canvia a moltes tonalitats diferents. En el clímax de la peça, s'arriba al do major i l'obra acaba amb un ampli arpegi de cinc octaves.